# 大雷切
大雷切，是匈牙利佐洛州所辖的一个村，总面积26.99平方公里，总人口1109，人口密度41.1人/平方公里（2010年1月1日）。